# Mount Jellicoe
Mount Jellicoe är ett berg i Kanada.   Det ligger i provinsen Alberta, i den centrala delen av landet, 3 000 km väster om huvudstaden Ottawa. Toppen på Mount Jellicoe är 2 528 meter över havet. Mount Jellicoe ingår i Spray Mountains.
Terrängen runt Mount Jellicoe är bergig västerut, men österut är den kuperad. Trakten runt Mount Jellicoe är nära nog obefolkad, med mindre än två invånare per kvadratkilometer.. Det finns inga samhällen i närheten. 
Trakten runt Mount Jellicoe består i huvudsak av gräsmarker.